# تاماس كيس
تاماس كيس (بالمجرية: Kiss Tamás)‏ هو راكب الكنو مجري، ولد في 9 مايو 1987 في آيكا في المجر.

## وصلات خارجية
- تاماس كيس على موقع أوليمبيديا (الإنجليزية)